# 岡崎敬
岡崎 敬（おかざき たかし、1923年7月22日 - 1990年6月11日）は、日本のアジア考古学者。九州大学名誉教授。

## 略歴
奈良県出身。1944年京都帝国大学文学部東洋史学科卒。京都大学大学院（旧制）修了。1979年「東西交渉の考古学」で九州大学文学博士。1952年名古屋大学助教授、1960年九州大学文学部助教授、1972年教授。1987年定年退官、名誉教授。1986年紫綬褒章受勲。イラン、敦煌を調査。

## 著書
- 『東西交渉の考古学』平凡社 1973
- 『図説中国の歴史 3 魏晋南北朝の世界』講談社 1977
- 『中国の考古学 隋唐篇』同朋舎出版 1987
- 『稲作の考古学』春成秀爾編 第一書房 2002
- 『古代中国の考古学』春成秀爾編 第一書房 2002
- 『シルクロードと朝鮮半島の考古学』春成秀爾編 第一書房 2002
- 『魏志倭人伝の考古学 九州篇』春成秀爾編 第一書房 2003
- 『魏志倭人伝の考古学 対馬・壱岐篇』春成秀爾編 第一書房 2003

### 共編・編著
- 『古代の日本 第9 研究資料』平野邦雄共編 角川書店 1971
- 『シルクロードと仏教文化』編 東洋哲学研究所 1979
- 『世界陶磁全集 10 中国古代』責任編集 小学館 1982
- 中山平次郎『古代の博多』校訂 九州大学出版会 1984
- 『日本考古学選集 11 中山平次郎集』編 築地書館 1985

### 翻訳
- ロマン・ギルシュマン『イランの古代文化』糸賀昌昭、岡崎正孝共訳 平凡社 1970

### 記念論集
- 『東アジアの考古と歴史 岡崎敬先生退官記念論集』同朋舎出版 1987